# 2398 Джилін
2398 Джилін (2398 Jilin) — астероїд головного поясу, відкритий 24 жовтня 1965 року.
Тіссеранів параметр щодо Юпітера — 3,490.